# 进化之地
《进化之地》是2013年一款由总部设在法国波尔多电子游戏开发公司希羅遊戲开发的角色扮演游戏，并发布于多个平台。
游戏设计为讲述电子游戏的进化史，并参考塞尔达传说，暗黑破坏神及最终幻想的游戏方式，游戏参考了许多电子游戏历史上的一些重要元素。通过玩家对游戏的进展，解锁游戏要素与画面的升级。
游戏开发商于2014年底宣布续作进化之地2于2015年8月25日发布。

## 游戏内容
该游戏试图向玩家阐述电子游戏的发展史，当玩家刚开始玩这款游戏的时，游戏只有黑白两色及简陋的像素。通过游戏提示及冒险，玩家将逐步解锁画面，音效以及更多角色扮演类游戏要素，直到达到高清（HD）像素的三维世界画面。游戏也致敬了很多经典的游戏及电影元素。
该游戏的战斗系统在动作角色扮演（ARPG）与回合制之间互相切换。玩家控制的角色可以探索地牢，洞穴，森林和充满非玩家角色（NPC）的村庄。除了完成主线任务外，玩家也可以尝试寻找隐藏的星星和卡片，这些收集元素分散在游戏世界各地。

## 制作
进化之地最初是尼古拉·卡纳斯（Nicolas Cannasse）参加第24届Ludum Dare开发竞赛期间制作出来的，竞赛的目的为“加速电子游戏的竞争（accelerated video game competition）”，参与者需要在48小时内针对所设定的主题创作游戏。而本次Ludum Dare开发竞赛的主题是“进化（Evolution）”，尼古拉·卡纳斯花30小时制作出的“进化之地（Evoland）”从1400名参赛选手中脱颖而出获得了第一名。他提出通过一个游戏让玩家体验角色扮演游戏历史的概念。玩家的反应是积极的，进化之地的官网上免费发布的进化之地原版在一两个月内便吸引了30多万名玩家。
鉴于进化之地原版的成功，Shiro Games决定制作一个新BOSS，新怪物，新的游戏风格，全局3D环境以及延长游戏剧情的新版本。这款版本于2013年发布在Steam平台和GOG.com上，售价$9.99美元。
自2015年起，该游戏登录移动平台App_Store以及Google Play，售价为$4.99美元。

## 评价
游戏普遍获得好评，Metacritic的评价分数为61分（百分制），专业媒体与网站广泛称赞游戏的新鲜创意和概念，以及对电影及电子游戏发展史的引用。
Destructoid评论，“进化之地这款游戏能集合几大著名游戏的元素，并很好的结合了这些要素令人惊讶”。此外许多评论家也称赞了游戏的怀旧元素也促使了这款游戏的成功。
主要的批评则来自游戏的剧情时间及多样化，有些玩家和专业网站批评游戏只需半个小时即可通关。